# Richard Chancellor
Richard Chancellor (1521 – Mare del Nord, lungo la costa dell'Aberdeenshire, 1556) è stato un esploratore britannico.
Insieme a Hugh Willoughby nel 1553 raggiunse Arcangelo e la foce della Dvina Settentrionale mentre cercava un passaggio a nord-est. Morì in un naufragio nel Mare del Nord, lungo le coste dell'Aberdeenshire.